# Gutagamba

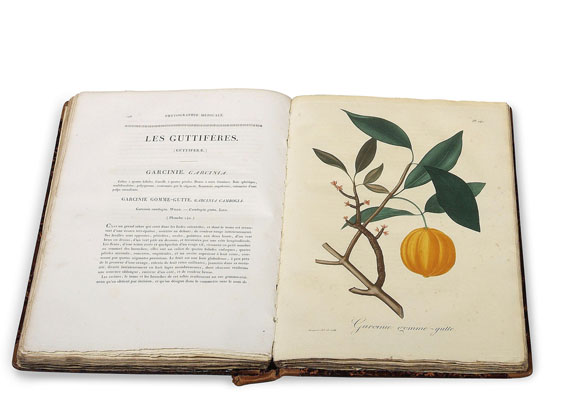
Ilustración de una rama con hojas, flores y fruto de «Garcinie gomme–gutte» en el libro Phytographie médicale (1821–1824), del médico francés Joseph R. Roques. El libro trata sobre las toxinas vegetales.

La gutagamba, guta o gomaguta (del malayo gatah, ‘goma’) es una gomorresina segregada por árboles de la familia de las gutíferas, como Garcinia morella y Garcinia hanburyi, que también reciben el nombre común de «gutagamba». Estos árboles son originarios del sudeste asiático.
La gutagamba se usa en la industria de los barnices y pinturas, y también como pigmento amarillo para pintar a la acuarela. Su empleo como pigmento data del siglo VIII.

## Denominación en elÍndice internacional del color
- Natural Yellow 24, NY 24[2]

## Composición
La gutagamba se compone en un 70 a 80 % de resina, mientras que en un 15 a 25 % es goma hidrosoluble. La resina parece estar constituida principalmente por ácido gambógico; también contiene xantonas. El componente de goma hidrosoluble está basado en carbohidratos.
Muchos de los componentes de la gutagamba son citotoxinas, por lo que el pigmento es venenoso, así como fuertemente diurético.

## Obtención
Las especies de árboles de los que se extrae la gutagamba son principalmente Garcinia hanburyi, G. morella, G. cambogia, G. elliptica y G. heterandra. El procedimiento tradicional para la recolección consiste en practicar cortes en la corteza de los árboles y recoger la resina en cañas de bambú; una vez solidificada aquella, se la extrae de las cañas, de lo cual resultan unas barras cilíndricas de color marrón rojizo. Históricamente, la gutagamba se ha comercializado en esta forma.
Al pulverizar la resina seca, se vuelve de un color amarillo intenso.

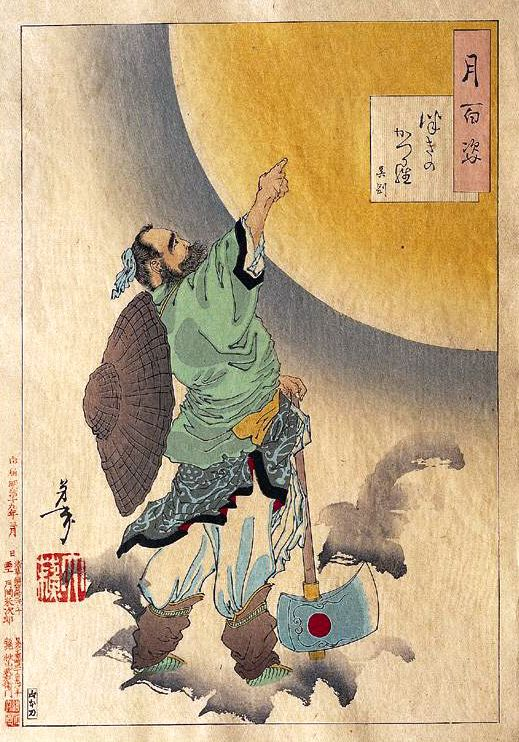
«La luna del árbol de casia» (Tsuki no katsura), ukiyo-e de Tsukioka Yoshitoshi, anterior a 1892, de la serie Cien aspectos de la luna. La gutagamba es uno de los pigmentos tradicionales empleados en la técnica de grabado japonés ukiyo-e.

## Historia e usos
El uso de la gutagamba como pigmento amarillo se remonta al siglo VIII y se localiza inicialmente en Asia, incluyendo Japón y China; en China también fue utilizada desde tiempos antiguos con fines medicinales, pero se sabía de su carácter venenoso, por lo que su uso era principalmente pictórico.
En 1603 arribó a Europa desde China un ejemplar botánico de gutagamba, que fue descrito por el médico y botánico Clusius en 1605, y posteriormente la planta fue incorporada en la medicina europea como purgante. Ya en 1612 las tiendas de Fráncfort ofrecían gutagamba con fines medicinales. En cuanto al pigmento de gutagamba, durante el siglo XVII era importado por naciones europeas con regularidad, aunque puede que también en épocas anteriores llegase de vez en cuando a Europa.
En Occidente, la gutagamba se empleó al menos hasta el siglo XIX como purgante y vermífugo, administrándosela en dosis seguras, ya que su toxicidad era bien conocida.

### Uso pictórico
Para ser usada en pintura artística, la gutagamba puede combinarse con la mayoría de los medios pictóricos, aunque algunos autores expresaron reservas con respecto a la mezcla con cal (lo que dificultaría su uso en frescos) y con blanco de plomo. Con adición de resina o de cera se la podía emplear en la técnica del óleo, mientras que para usarla a la acuarela bastaba con diluirla en agua, ya que la goma vegetal que contiene actúa como aglutinante. Es soluble en aceite y también en barnices al alcohol. Sin embargo, tiene poca estabilidad ante la acción de la luz.
Ocasionalmente, la gutagamba era adulterada mediante la adición de otras sustancias. En el Diccionario teórico, práctico, histórico y geográfico de comercio (1840) se lee:

La mejor gutagamba debe ser seca, de color subido, que no sea arenosa, ni mezclada con otra goma roja, clara y trasparente que disminuye su valor.

Aparentemente, estas adulteraciones se hacían con resina de pino (colofonia) y almidón, y algunas veces con arena, harina de arroz y dextrina. El almidón alteraba el color del producto, por lo que se lo corregía con cromato de plomo.
Aunque se sabe que la gutagamba fue bien conocida en Oriente y en Occidente, y probablemente utilizada con asiduidad en pintura artística, en pocas oportunidades se la ha identificado inequívocamente en una obra de arte. Se la ha hallado, por ejemplo, en la caja de acuarelas del pintor inglés J.M.W. Turner (1775–1851).
La gutagamba se usó en acuarelas hasta hace relativamente poco tiempo, ya fuese sola o mezclada con otros pigmentos (como índigo y azul de Prusia) para obtener otros colores; fue uno de los componentes originales del verde Hooker. Actualmente su uso se ha discontinuado en favor de pigmentos amarillos menos sensibles a la luz y menos tóxicos.

## Como color
Guta, amarillo guta o amarillo gutagamba es la denominación de una coloración específica basada en la de la gutagamba. Se trata de un amarillo claro, de saturación moderada. Este color está comprendido en los acervos iconolingüísticos tradicionales de las culturas de la India.
En idioma inglés, el color de la gutagamba se denomina gamboge, entendiéndose por este término un amarillo fuerte. A la derecha se da una muestra de esta coloración, tomada de la obra A Dictionary of Color, de Maerz y Paul (1930).